# Phòng ngự trên dốc ngược
Phòng ngự trên dốc ngược (tiếng Anh: reverse slope defence) là một chiến thuật trong quân sự. Trong đó, lực lượng phòng thủ tổ chức phòng ngự trên sườn của một ngọn núi, con dốc, ở phía đối diện với lực lượng tấn công. Chiến thuật này giúp quân phòng thủ giấu mình trước tầm quan sát của lực lượng tấn công, vừa hạn chế hỏa lực tầm xa của kẻ địch như xe tăng và pháo binh.
Một đơn vị phòng thủ thường không tiến hành phòng thủ dốc ngược trên toàn bộ mặt trận, vì cũng cần phải bố trí quân trên sườn dốc phía trước để kiểm soát khu vực phía trước đồi/ núi. Tuy nhiên, khi lực lượng của đối phương được biết là có vũ khí có tầm bắn xa trực tiếp hoặc gián tiếp vượt trội, thì quân phòng thủ sẽ có thể sử dụng đỉnh đồi để hạn chế sự quan sát của địch và giảm hiệu quả của hỏa lực tầm xa của địch. Chiến thuật này cũng dùng trong việc đánh lừa đối phương về vị trí thực sự và tổ chức của các vị trí phòng thủ chính. Thông thường, một vài đơn vị nhỏ hơn vẫn được bố trí trên dốc phía trước để thực hiện trinh sát và cầm chân quân địch trước khi lực lượng chính lên đến nơi. Mặt khác, nếu quân tấn công vượt qua đỉnh đồi, chúng có thể bị phục kích bằng hỏa lực tầm ngắn của lực lượng phòng thủ trên dốc phía bên kia và có thể là từ cả bên sườn dốc đối diện của ngọn đồi bên cạnh. Các phương tiện chiến đấu bọc thép khi vượt qua đỉnh đồi cũng dễ bị tổn thương do chúng sẽ phơi phần giáp phía đáy xe, khá mỏng, trước lực lượng phòng thủ bắn từ bên dưới, thêm vào đó pháo chính của các xe bọc thép cũng không thể bắn chúc xuống dưới.